# إيدا لويس
إيدا لويس (بالإنجليزية: Ida Lewis)‏ هي ممثلة أمريكية، ولدت في 1848 في نيويورك في الولايات المتحدة، وتوفيت في 21 أبريل 1935 في لوس أنجلوس في الولايات المتحدة.

## وصلات خارجية
- إيدا لويس على موقع IMDb (الإنجليزية)
- إيدا لويس على موقع قاعدة بيانات الفيلم (الإنجليزية)